# Климентіївська сільська рада
Климентіївська сільська рада (до 1946 року — Климентальська сільська рада) — колишня адміністративно-територіальна одиниця та орган місцевого самоврядування у Баранівському районі Волинської округи, Київської та Житомирської областей Української РСР з адміністративним центром у селі Климентіївка.

## Населені пункти
Сільській раді на час ліквідації були підпорядковані населені пункти:
- с. Климентіївка
- х. Мала Климентіївка

## Населення
Кількість населення ради, станом на 1923 рік, становила 1 296 осіб, кількість дворів — 272.

## Історія та адміністративний устрій
Створена 1923 року, як Климентальська сільська рада, в складі сіл Клименталь, Котиль, Станіславівка та урочища Паром Рогачівської волості Новоград-Волинського повіту Волинської губернії. 18 лютого 1923 року, відповідно до рішення Волинської ГАТК (протокол№ 1 «Про об'єднання населених пунктів у сільради, зміну складу і центрів сільрад»), до складу ради включено хутір Урля Рогачівської сільської ради, ур. Паром передане до складу Острожецької сільської ради. 7 березня 1923 року рада увійшла до складу новоствореного Баранівського району Житомирської (згодом — Волинська) округи. 3 листопада 1923 року, відповідно до рішення Волинської ГАТК (протокол № 5 «Про зміни в межах округів, районів і сільрад»), с. Станіславівка передане до складу Тартацької сільської ради Баранівського району. Станом на 1 жовтня 1941 року с. Котиль та х. Урля не перебувають на обліку населених пунктів. З 1946 року в підпорядкуванні значиться х. Клименталь Другий (згодом — Мала Климентіївка).
7 червня 1946 року, відповідно до указу Президії Верховної ради Української РСР «Про збереження історичних найменувань та уточнення і впорядкування існуючих назв сільрад і населених пунктів Житомирської області», сільську раду перейменовано на Климентіївську через перейменування її адміністративного центру на с. Климентіївка.
Станом на 1 вересня 1946 року сільська рада входила до складу Баранівського району Житомирської області, на обліку в раді перебували с. Климентіївка та х. Мала Климентіївка.
Ліквідована 11 серпня 1954 року, відповідно до указу Президії Верховної ради УРСР «Про укрупнення сільських рад по Житомирській області», територію та населені пункти приєднано до складу Вірлянської сільської ради Баранівського району Житомирської області.